# Safietou Goudiaby
Safietou Goudiaby (2 de septiembre de 1989) es una deportista senegalesa que compite en lucha libre. Ganó una medalla de plata en los Juegos Panafricanos de 2015. Ha ganado tres medallas en el Campeonato Africano de Lucha entre los años 2013 y 2015.

## Palmarés internacional
| Juegos Panafricanos | Juegos Panafricanos               | Juegos Panafricanos | Juegos Panafricanos |
| Año                 | Lugar                             | Medalla             | Categoría           |
| ------------------- | --------------------------------- | ------------------- | ------------------- |
| 2015                | Brazzaville (República del Congo) | Medalla de plata    | 58 kg               |
| Campeonato Africano |                                   |                     |                     |
| Año                 | Lugar                             | Medalla             | Categoría           |
| 2013                | Yamena ()                         | Medalla de bronce   | 59 kg               |
| 2014                | Túnez (Túnez)                     | Medalla de plata    | 58 kg               |
| 2015                | Alejandría (Egipto)               | Medalla de bronce   | 58 kg               |